# Grzegorz Bar Hebraeus
Grzegorz Bar Hebraeus (syr. ܒܪ ܥܒܪܝܐ, arab. ‏ابن العبري‎ lub أبو الفرج, ur. w 1226, zm. 30 lipca 1286) – syryjski duchowny, mafrian Kościoła jakobickiego i jedna z najsłynniejszych postaci w jego dziejach, uczony-polihistor.

## Życiorys
Urodził się w syryjskim mieście Melitene jako syn znanego lekarza Aarona. Starotestamentowe imię ojca i przydomek bar Ebrojo – „syn Ebry” – spowodowały, że uznawano go za neofitę lub syna neofity, choć w rzeczywistości prawdopodobnie Bar Hebraeus pochodził z rodziny syryjskich chrześcijan. Nie jest jasne, w jakich okolicznościach nabył imię Grzegorz, ponieważ ochrzczony został jako Jan (syr. Juhanna). W dzieciństwie odebrał bardzo staranne świeckie wykształcenie w kulturze syryjskiej, arabskiej, prawdopodobnie również hebrajskiej. Uczył się filozofii i teologii, zaś pod kierunkiem ojca również medycyny. W 1244 cała rodzina przeniosła się do Antiochii, gdzie Bar Hebraeus przez rok mieszkał w klasztornym odosobnieniu, poświęcając się nauce. Następnie przez rok pobierał nauki w libańskim Trypolisie. W 1246 patriarcha Ignacy III Dawid wyświęcił go na biskupa Gubusu. Rok później Bar Hebraeus został mianowany biskupem Lakbinu. W 1252 patriarcha mianował go arcybiskupem Aleppo.
19 stycznia 1264 patriarcha Ignacy IV Jeszua mianował Bar Hebraeusa mafrianem Wschodu. Bar Hebraeus osiadł w klasztorze Mar Mattaj (świętego Macieja) koło Mosulu w dzisiejszym Iraku. Jako mafrian podróżował, odwiedzając rozległe diecezje poddane jego władzy, starał się również o dobre stosunki z kościołem nestoriańskim. Podczas jednej z podróży zmarł 30 lipca 1286 w Maragha. Jego śmierć była opłakiwana nie tylko przez jakobitów, lecz również przez Ormian i nestorian. Po śmierci jego prochy przeniesiono do klasztoru Mar Mattaj.
Bar Hebraeus nie jest w swym kościele uznawany za świętego, lecz jego pamięć czci się w rocznicę jego śmierci.
Bar Hebraeus był płodnym twórcą - pozostawił wiele dzieł. Mają one najczęściej charakter encyklopedyczny - jemu dzisiejsza nauka zawdzięcza znajomość dorobku wcześniejszych twórców, który Bar Hebraeus zebrał i usystematyzował. Zakres jego zainteresowań obejmował teologię, historię, medycynę, gramatykę, filozofię, prawo i etykę. Pisał głównie po syryjsku, rzadziej po arabsku. Jego wiedza i nauczanie cieszyły się sławą na całym Bliskim Wschodzie. Do jego najsławniejszych dzieł należą: 
- multidyscyplinarna encyklopedia Hewath Hekmetha („Śmietanka wiedzy”),
- komentarz do Biblii Aukar Raze („Skład tajemnic”),
- kronika Makhtbhanuth Zabhne („Kronika”),
- traktat teologiczny Menarath Qudshe („Lampa świątyni”).

Z jego pism wynika, że Bar Hebraeus, będąc przekonanym jakobitą, a więc monofizytą, nie negował pierwiastków prawdziwej wiary obecnych wśród innych wyznań. Nestorian nie uważał za heretyków - odmienność nauk poczytywał za rozbieżność teologiczną, nie dogmatyczną.